# Shane Evans
Shane Evans (nacido el 26 de abril de 1970) es un músico estadounidense, baterista de Collective Soul desde los comienzos de la banda en 1993 hasta el 2004.
Creció en Stockbridge, junto al resto de los miembros de la banda. Empezó a interesarse en la música cuando tenía 10 años, después que le regalaron un bajo en Navidad. Aunque tocaba la batería, durante la primaria y secundaria, sus amigos lo llamaban para tocar el bajo en varios sótanos.
En 1989, tuvo la oportunidad de tocar la batería junto a Ed Roland en una banda que luego se terminaría llamando: Collective Soul.
- Datos: Q6126849